# پائولو گریلو
پائولو گریلو (انگلیسی: Paolo Grillo؛ زادهٔ ۸ فوریهٔ ۱۹۹۷) بازیکن فوتبال است.